# 公界
公界（くがい）とは、公共あるいは（「私」に対する）「公」の概念を指す言葉。

## 概要
元は中国で用いられていた語で、禅宗の用語として日本に伝えられた。禅宗においては、俗界から離れた修行の場やそこで修行する僧侶を指したと考えられている。日本における最古の例は宝治2年（1248年）に永平寺にて制定された「永平寺庫院規式」に「公界米」の語が登場している。また、道元や蘭渓道隆、無学祖元などの禅僧もしばしば「公界」の語を用いている。
南北朝時代から戦国時代にかけて、公界は私事に対する「公（おおやけ）」を意味する言葉として用いられるようになった。ただし、この場合の「公」は今日の国家権力を指すものではなく、社会・世間一般のことを指した。その一方でこの時代の「私」には主従関係や隷属関係など当時の人々を通常規制していた社会関係を含んでいたことから、そういった関係とは切り離されたあるいは自立した人や場所を指すようになった。例えば、公界者（能役者・連歌師）・公界衆（算置・傾城）と呼ばれた人々、無縁寺や自治都市・一揆など、外部の世俗の対立や戦乱から切り離された「無縁」の領域（西洋における「アジール」）。ただし、犯罪や揉め事を理由に社会から排除された「公界往来人」のようにその全てが自主的に公界を選択した訳ではなかった。
だが、個人が確立されていなかった当時の社会は、社会から切り離されることは貧困そして飢えと表裏一体の関係にあり、国家権力の統制が強まった近世には否定的な意味で捉えられる場合も登場した。例えば、遊郭や遊女を「苦界」と表現したのは、「公界」から転じたものとされている（遊郭の内部は社会から切り離されていた）。ただし、本来の公共の意味も完全に失われた訳ではなく、町村の公共の仕事・奉仕を「公界」と呼ぶ例は近代まで見られた。